# Hieracium dalecarlicum
Hieracium dalecarlicum es una especie de planta con flor del género Hieracium, de la familia Asteraceae, orden Asterales.

## Distribución
Hieracium dalecarlicum se distribuye por Suecia.

## Taxonomía
Fue descrita científicamente por Samuelsson. Fue publicada en Bot. Not.